# 盛岡城
盛岡城是日本的古城。盛岡藩南部氏的居城。日本國內指定史跡。別名「不来方城」，一般認為是與其厳密守衛的城郭有關。